# تسامرت (ولاية برج بوعريريج)
تاسمرت بلدية بولاية برج بوعريريج في الجزائر.